# Новое Устье (Хабаровский край)
Но́вое У́стье — посёлок в Охотском районе Хабаровского края. Административный центр сельского поселения «Посёлок Новое Устье».

## География
Посёлок находится на побережье Охотского моря, на расстоянии 10 км к юго-западу от рабочего посёлка Охотск, административного центра района, с которым автомобильное сообщение осуществимо только в зимнее время.

## История
Первоначально поселение являлось вотчиной рыбопромышленника Черкасского и других предпринимателей. Развитие посёлка связано с организацией Охотско-Аянского госрыбтреста.

## Население
| 1992 | 2002 | 2010 | 2011 | 2012 | 2013 | 2014 |
| ---- | ---- | ---- | ---- | ---- | ---- | ---- |
| 1100 | ↘634 | ↘351 | ↘347 | ↘329 | ↘324 | ↘301 |
| 2015 | 2016 | 2017 | 2018 | 2019 | 2020 | 2021 |
| ↘294 | ↘284 | ↗318 | ↘308 | ↘260 | ↘214 | ↗218 |

## Улицы
- ул. Морская,
- пер. Морской,
- ул. Набережная,
- ул. Партизанская,
- ул. Школьная.

## Экономика
В посёлке действует рыболовецкая артель «Иня».

## Инфраструктура
В посёлке функционируют школа, детский сад, участковая больница. 